# 宇喜也嘉
宇喜也嘉（おぎやか、正統10年（1445年） - 弘治18年3月1日（1505年4月5日））は、第二尚氏王統初代尚円王（金丸）の王妃で、第3代尚真王の王太后。

## 概要
世添御殿（よそえうどぅん）ことオギヤカは、20歳の時に金丸（後の尚円王、当時50歳）へ嫁いだ。
1476年に尚円王が没すると、王弟の尚宣威が即位するが、その半年後に行われた即位式では、新王を讃えるはずの君手摩神の神意を伝える神女が、宣威ではなく尚円とオギヤカの子であるマアカトダルを讃えるオモロを唱えた。これを機に尚宣威は退位し、マアカトダルが即位して尚真王となったが、これは王府の女官を掌握していたオギヤカの陰謀であったと考えられている。
尚真王は即位時13歳であり、母后オギヤカが実権を握った。『朝鮮王朝実録』にも、当時琉球に保護されて帰国した朝鮮人漂流民が、世嗣ぎの王は幼少で、母后が政治を見ていると供述した記録が残っている。
尚真王は全琉球のノロを統括する聞得大君という役職を設け、王の妹（オギヤカの長女）を任じたが、これも母后オギヤカの意思とされており、王の「実力支配」と妃の「神の神託」という形態で民を支配し、尚円・オギヤカの一族による支配体制の基礎を固めることに成功した。
尚真王はまた、第二尚氏の墓所として玉陵を造営したが、その被葬者の資格について記した玉陵の碑文には尚円王とオギヤカの子孫のみが記される一方で尚宣威王などその血統外の者は除かれ、これも実権を握っていたオギヤカの意思だと考えられている。ただし、玉陵からはオギヤカの名を記した厨子甕（骨壷）は見つかっておらず、尚円王の出身地である伊是名島の伊是名玉陵からそれらしきものが発見されている。
- 大米須親方の子孫のノロから伝承。
- 母親は馬天ノロの血筋の方。
- 第一尚氏の聞得大君の血筋。